# Batnorov járás
Batnorov járás (mongolul: Батноров сум) Mongólia Hentij tartományának egyik járása. Területe 4900 km². Népessége kb. 3200 fő.
Székhelye, Dundbürd (Дундбүрд) 105 km-re fekszik Öndörhán tartományi székhelytől.